# Termelési eszközök
A termelési eszközök vagy termelőeszközök közgazdaságtani fogalma (általában többes számban használatos) az emberek által az anyagi javak termelésének folyamatában használt munkaeszközök és munkatárgyak összességét jelöli. Termelőeszköznek vagy termelési eszközöknek nevezzük azokat a javakat, amelyek más javak előállítására szolgálnak. Az ilyen javak közvetetten szolgálják a fogyasztást, mert az emberi szükségletek kielégítésére a segítségükkel létrehozott újabb javak szolgálnak.
A felhasználás módja dönti el, hogy az adott termék termelési eszköznek vagy fogyasztási cikknek minősül-e. Például a liszt a háztartásban fogyasztási cikknek, a pékségben termelési eszköznek minősül.

## A termelési eszközök a marxi közgazdaságtanban
A marxista közgazdaságtanban a termelési eszközök a termelőerők részét képezik (az alkotó emberrel együtt) és az anyagi termelés folyamatában használatos munkatárgyak és munkaeszközök összességét jelentik.
A munka tárgyai azok az alapanyagok, természeti tárgyak, amelyeket a termelés folyamatában feldolgoznak, azaz az emberi alkotó munka tárgyai, objektumai.
A munkaeszközök mindazok a szerszámok, egyszerű vagy bonyolult eszközök, gépek, amivel az ember a munka tárgyára hat, és azt az anyagi javak előállítása céljából megváltoztatja. Tág értelemben a munkaeszközök közé tartozik a termőföld, az ipari telek, az üzemi épület, az utak, raktárak, vezetékek.
A termelőeszközök fejlettsége az egyik mércéje a társadalom termelőerői színvonalának, és egyben azoknak a társadalmi viszonyoknak is a mutatói, amelyek között a termelés folyik. A termelési eszközök adják a termelőerők objektív, tárgyiasult oldalát, míg az emberek tudása munkatapasztalata alkotja annak szubjektív, emberi oldalát.
Marx szerint a gazdasági korszakokat nem elsősorban az különbözteti meg egymástól, hogy mit termelnek, hanem az, hogy hogyan, milyen munkaeszközökkel állítják elő a fogyasztásre szánt termékeiket.